# Вильчес, Эктор
Э́ктор Ви́льчес (исп. Héctor Vilches; 14 февраля 1926 года, Уругвай — 23 сентября 1998 года) — уругвайский футболист, защитник. Чемпион мира 1950 года.

## Карьера
На протяжении всей карьеры выступал за один клуб, «Серро». В 1960 году финишировал со своим клубом на втором месте в чемпионате Уругвая, что является до сей поры наивысшим успехом в истории «Серро». Тогда команда Эктора Вильчеса лишь в дополнительном, «золотом матче», упустила первенство и проиграла признанному гранду уругвайского и мирового футбола, «Пеньяролю», для которого это был уже третий титул подряд (впоследствии команда достигла «золотой пятилетки», то есть выиграла 5 подряд чемпионатов страны).
На раннем этапе карьеры играл на позиции вингера в своём клубе, но затем стал играть в сборной на месте правого защитника (то есть с большим акцентом на оборону). Затем выступал на обеих этих позициях, в зависимости от тренерской установки.
Сыграл 10 матчей за сборную Уругвая. Первый матч за «Селесте» провёл 7 апреля 1950 года в товарищеском матче против Чили, в котором уругвайцы в Сантьяго победили со счётом 5:1. В том же году был включён в заявку на чемпионат мира, прошедший в Бразилии. Вильчес не сыграл на Мундиале ни одного матча, однако вместе с партнёрами стал чемпионом мира.
Последний раз за сборную Уругвая сыграл 16 апреля 1952 года в товарищеском матче в рамках международного турнира, который проходил во всё том же Сантьяго-де-Чили. В этой игре Уругвай уступил сборной Бразилии со счётом 2:4.

## Титулы и достижения
- Чемпион мира (1): 1950
- Вице-чемпион Уругвая (1): 1960